# Бео
Бео (фр. Béost) насеље је и општина у југозападној Француској у региону Аквитанија, у департману Атлантски Пиринеји која припада префектури Олорон Сен Мари.
По подацима из 2011. године у општини је живело 215 становника, а густина насељености је износила 4,94 становника/km². Општина се простире на површини од 44 km². Налази се на средњој надморској висини од 530 метара (максималној 2.688 m, а минималној 484 m).

## Демографија
| 1962. | 1968. | 1975. | 1982. | 1990. | 1999. | 2011. |
| ----- | ----- | ----- | ----- | ----- | ----- | ----- |
| 284   | 275   | 229   | 219   | 204   | 197   | 215   |

График промене броја становника у току последњих година